# 大苞石竹
大苞石竹（学名：Dianthus hoeltzeri）是石竹科石竹属的植物。分布在蒙古、哈萨克斯坦以及中国大陆的新疆等地，生长于海拔1,500米至3,300米的地区，常生长在山坡草丛，目前尚未由人工引种栽培。

## 别名
宽叶石竹（新疆植物检索表）